# You Want a Battle? (Here's a War)
«You Want a Battle? (Here's a War)» (укр. Ти хочеш битви? (Отримуй війну)) - це другий сингл валлійського металкор-гурту Bullet for My Valentine з їх п'ятого студійного альбому «Venom». Продюсерами виступили Колін Річардсон та Карл Бовн.

## Про сингл
Прем'єра синглу відбулася 29 червня 2015 і того ж дня було презентовано музичний відеокліп, а режисером виступив Стюарт Бірчелл, відомий своєю співпрацею з такими гуртами, як Bring Me the Horizon та Young Guns.

Вокаліст Меттью Так заявив у інтерв'ю для Billboard, що «You Want A Battle? (Here A War)» — це про те, як бути жертвою цькування — це те, що він сам пережив перебуваючи в школі, тому що він «не був дуже крутою дитиною» та «захоплювався хеві-металом і мав довге волосся». Також Меттью Так хотів сказати шанувальникам, що зазнали цькування: 

«Це трапляється з усіма, і це справді важкі часи, коли це відбувається. Мені знадобилося багато часу, щоб насправді набратися мужності душевно і фізично, щоб заступитися за себе, тому це був для мене якийсь важливий момент. Я програв усі ці битви за своє юнацьке життя, і раптом я виріс у молодого чоловіка. Я зміг відстояти і захистити себе, і гурт став чимось великим і особливим, і таким же, як найбільший „пішли ви“ для всіх тих, хто знущався з мене. Ось про що ця пісня насправді. Йдеться про те, щоб пережити важкі часи і пройти крізь це.»

## Список композицій
| #  | Назва                               | Тривалість |
| -- | ----------------------------------- | ---------- |
| 1. | «You Want a Battle? (Here's a War)» | 4:14       |

## Позиції в чартах
| Чарти (2015)                                             | Найвища позиція |
| -------------------------------------------------------- | --------------- |
| Велика Британія Rock and Metal (Official Charts Company) | 40              |
| США Mainstream Rock (Billboard)                          | 37              |
| США Hot Rock & Alternative Songs (Billboard)             | 46              |

## Учасники запису
Інформація про учасників запису запозичена з сайту AllMusic:
- Меттью Так — вокал, ритм-гітара
- Майкл Педжет — гітара, беквокал
- Джеймі Матіас — бас-гітара
- Майкл Томас — барабани